# Kancl (britský seriál)
Kancl (v anglickém originále The Office) je britský televizní sitcom, který byl ve Velké Británii vysílán na stanici BBC Two poprvé 9. června 2001. Seriál byl vytvořen, režírován a napsán Ricky Gervaisem a Stephenem Merchantem. Pojednává o každodenních životech zaměstnanců kanceláře ve Slough, která je pobočkou fiktivní společnosti Wernham Hogg Paper Company. Gervais v seriálu také vystupuje, hraje ústřední postavu, Davida Brenta. Ačkoliv se seriál řídí scénářem a je zcela fiktivní, je natočen formou dokumentu.

## O seriálu
Vznikly dvě řady seriálu po šesti dílech a zároveň bylo natočeno několik vánočních speciálů, které mají po 45 minutách. Když se seriál poprvé vysílal na BBC Two, hrozilo mu zrušení kvůli nízké sledovanosti, ale poté se stal jedním z nejexportovanějších britských seriálů vůbec. Byl vysílán mezinárodně a to na stanicích jako BBC Prime, BBC America, BBC Canada. Byl také prodán k vysílání do více než 80 zemí, včetně Austrálie, Kanady, Nového Zélandu a Hongkongu.
Seriál je založen na podobném principu, který Gervais a Merchant uplatnili i u svého dalšího seriálu, Extras (Komparz). Oba seriály zobrazují společenskou neohrabanost, malichernosti lidského života, domýšlivost a ješitnost, frustrace a touha po slávě.
Byly natočeny různé národní verze seriálu Kanclu, nejznámější je americký remake, který dále pokračuje s vlastní dějovou linkou.

## Děj
Děj se odehrává v malé fiktivní firmě Wernham Hogg ve městě Slough v Anglii. V seriálu není dodán smích diváků a je natočen jako fiktivní dokument. Tento typ dokumentu proslavil seriály Airport a A Life of Grime.
Kancelář je vedena oblastním vedoucím Davidem Brentem (Gervais) a jeho asistentem Garethem Keenanen (Mackenzie Crook), který je zároveň poručíkem v oblastní armádě. Většinu komických situací způsobuje Brent, když se často snaží získat přízeň zaměstnanců a ostatních. Tyto situace ale mívají trapné nebo katastrofální následky. Často nevědomě hovoří rasisticky, sexisticky nebo se dostává do jiných společenských faux pas.
Další hlavní dějová linka sleduje Tima Canterburyho (Martin Freeman) a jeho vztah s recepční Dawn Tinsleyovou (Lucy Davis). Přestože je Dawn zasnoubena s Leem (Joel Beckett), s Timem lehce laškuje a Tim často dává své city k ní (trochu nešťastně) najevo.
Ústřední znělku "Handbags and Gladrags" složil Big George a byla původně napsaná v roce 1960 Mikeem D'Abo, bývalým zpěvákem skupiny Manfred Mann.
11. srpna 2009 bylo oznámeno, že se herecké obsazení sejde kvůli retrospektivnímu dílu nazvaném "A Night at The Office", který bude dostupný na BBC Two a online.

## Hlavní postavy
V základu je děj založen na postavách, které sledujeme při jejich každodenní práci. Seriál je zaměřen hlavně na tyto čtyři postavy:
David Brent (Ricky Gervais)
David Brent je generální ředitel kanceláří papírny Wernam Hogg ve Slough. Považuje se za úspěšného obchodníka a osvíceného muže, který má talent bavit, filozofovat a tvořit hudbu. Ačkoliv se považuje za přátelského, vtipného a oblíbeného, je ve skutečnosti malicherný, nabubřelý a jízlivý. Kamera sleduje jeho nedospělé chování – když vypráví nevtipné anekdoty, dává nechtěně najevo své předsudky a když se obecně dostává do prekérních situací tím, že mluví dřív než myslí. Brent se považuje za moderního, politicky korektního muže, ale jeho předpojatost a často nevhodné vtipy ho dostávají do problémů.
Tim Canterbury (Martin Freeman)
Tim Canterburry je obchodním zástupcem papírny Wernham Hogg. Na rozdíl od Davida Brenta je Tim vtipný a skromný. Jeho vtipy a přátelská povaha z něho dělá jednu z nejsympatičtějších postav v seriálu. I přesto vede neuspokojivý život – je mu 30 a stále žije s rodiči a pracuje v práci, která mu připadá naprosto marná. Udržuje si rozum tím, že se honí za nepravděpodobným románkem s recepční Dawn Tinsleyovou a prováděním kanadských žertíků na Garethovi. Ačkoliv si přeje opustit Wernham Hogg, aby mohl studovat psychologii, jeho nedostatek sebevědomí mu brání v tom, aby skutečně něco podnikl.
Gareth Keenan (Mackenzie Crook)
Gareth Keenan sdílí s Timem pracovní stůl a je terčem jeho žertů. Na rozdíl od Tima je Gareth nevtipný a oplývá jen málo zajímavými osobními rysy. Je posedlý svou službou u armády a neustále obtěžuje Tima svými směšnými a domýšlivými poznámkami. Pyšní se titulem "Týmový vedoucí",
ale přitom si neuvědomuje, že jeho titul nemá příliš velký význam. Jako David Brent je Gareth arogantní a lhostejný.
Dawn Tinsleyová (Lucy Davis)
Dawn Tinsleyová je recepční papírny Wernham Hogg a poskok Davida Brenta. Často je postavena před Brentovy pokusy o vtipy a sbližování. Stejně jako její kamarád a spolupracovník Tim si je vědoma toho, že žije neuspokojivý život – je dlouho zasnoubená s nevrlým Leem a kvůli své
neplodné práci se vzdala ilustrování dětských knih.